# Asterostomella paraguayensis
Asterostomella paraguayensis är en svampart som beskrevs av Speg. 1886. Asterostomella paraguayensis ingår i släktet Asterostomella och familjen Asterinaceae.   Inga underarter finns listade i Catalogue of Life.